# Sinipta dalmani
Sinipta dalmani är en insektsart som först beskrevs av Carl Stål 1861.  Sinipta dalmani ingår i släktet Sinipta och familjen gräshoppor. Inga underarter finns listade i Catalogue of Life.